# Genovevaburg
Genovevaburg è un castello sito sul lato sud-occidentale di Mayen, nello stato tedesco della Renania-Palatinato. Il castello è il simbolo di Mayen ed è stato ricostruito più volte da quando fu distrutto per la prima volta nel 1689. Il suo nome deriva da una leggenda, secondo la quale le sedi dei conti palatini, Sigfrido e sua moglie, Geneviève di Brabante (tedesco: Genoveva), avrebbero dovuto trovarsi sulla stessa collina a (o sopra) Mayen. I primi riferimenti che collegano la leggenda a questa regione risalgono al XVII secolo. Da quando il castello e il suo bergfried, la cosiddetta torre Golo (Goloturm), sono stati legati alla leggenda non è noto.